# Ýmnos is tin Eleftherían

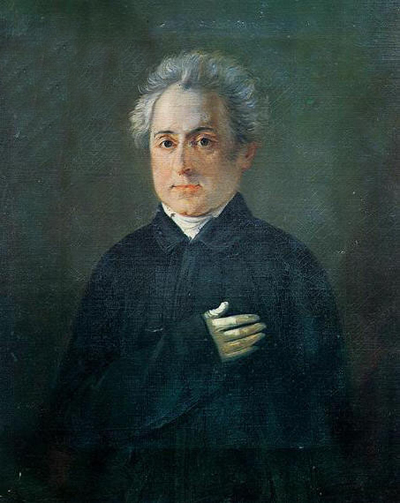
Il compositore dell'inno Dionysios Solomos

L'Ýmnos is tin Eleftherían («Inno alla Libertà»); in greco moderno: Ύμνος εις την Ελευθερίαν [ˈimno̞s̠ is̠ tin e̞ˌle̞f͡θe̞ˈri.ɐn]) è il cosiddetto Εθνικός Ύμνος της Ελληνικής Δημοκρατίας, Ethnikós Ýmnos tis Ellinikís Dimokratías, ovvero letteralmente l'inno nazionale della Repubblica Ellenica e dello Stato cipriota, identico per entrambe le entità statali, nel testo e nella musica.

## Storia
Il testo è composto dalle prime due strofe dell'omonima poesia composta nel maggio del 1823 da Dionysios Solomos (1798–1857), e musicata poi nel 1828 da Nikolaos Mantzaros (1795–1873); è stato adottato come inno ufficiale greco nel 1864 dal re Giorgio I, durante le fasi del conseguimento dell'indipendenza nazionale nella lotta contro i turchi.
È stato poi adottato come inno nazionale cipriota nel 1966, dopo che i turco-ciprioti si staccarono dal governo, in un periodo alquanto turbolento, dove un forte movimento nazionalista tendeva a promuovere l'unione di Cipro alla Grecia. È questo uno dei pochi casi esistenti al mondo di nazioni che usano lo stesso inno nazionale, ma nello specifico è l'unico caso al mondo di due nazioni che utilizzano stesso testo e stessa musica.

## Testo

### Testo greco
| Greco monotonico (1976–presente) | Greco politonico (1823–1976) | Traslitterazione | Trascrizione AFI |
| Σε γνωρίζω από την κόψη Του σπαθιού την τρομερή, Σε γνωρίζω από την όψη, Που με βιά μετράει τη γη. Απ’ τα κόκκαλα βγαλμένη Των Ελλήνων τα ιερά, 𝄆 Και σαν πρώτα ανδρειωμένη, Χαίρε, ω χαίρε, ελευθεριά! 𝄇 | Σὲ γνωρίζω ἀπὸ τὴν κόψι Τοῦ σπαθιοῦ τὴν τρομερή, Σὲ γνωρίζω ἀπὸ τὴν ὄψι, Ποῦ μὲ βία μετράει τὴν γῆ. Ἀπ’ τὰ κόκκαλα βγαλμένη Τῶν Ἑλλήνων τὰ ἱερά, 𝄆 Καὶ σὰν πρῶτα ἀνδρειωμένη, Χαῖρε, ὦ χαῖρε, Ἐλευθεριά! 𝄇 | Se gnorìzo apò tin kòpsi, Tou spathioù tin tromerì. Se gnorìzo apò tin òpsi, Pou me vià metrài ti ghi. Ap’ta kókkala vgalméni, Ton Ellìnon ta ierà. 𝄆 Kaí san pròta andhrioméni, Hère, o hère, Elephtherià! 𝄇 | [ˌs̠e̞ ɣno̞ˈɾiz̠o̞‿ɐˌpo̞ tiŋ ˈgo̞p͡s̠i] [ˌtu s̠pɐˈθçu tin ˌdro̞me̞ˈɾi ǀ] [ˌs̠e̞ ɣno̞ˈɾiz̠o̞‿ɐˌpo̞ tin ˈo̞p͡s̠i ǀ] [ˌpu me̞ ˈvʝä me̞ˌträj ˌti ˈʝi ‖] [ˌɐp tɐ ˈko̞kɐˌlä vɣɐlˈme̞ɲi] [ˌto̞n e̞ˈlino̞n ˌdɐ je̞ˈɾä ǀ] 𝄆 [ˌce̞ s̠ɐm ˈbro̞tɐ‿ɐn̪ˌðrjo̞ˈme̞ɲi ǀ] [ˈçe̞ɾe̞‿o̞ ˈçe̞ɾe̞ ǀ e̞ˌle̞f͡θe̞ˈɾʝä ‖] 𝄇] |

### Adattamento in inglese
| Primo verso                                                                                             |
| We knew thee of old, O, divinely restored, By the lights of thine eyes, And the light of thy Sword.     |
| Secondo verso                                                                                           |
| From the graves of our slain, Shall thy valor prevail, 𝄆 as we greet thee again, Hail, Liberty! Hail! 𝄇 |

### Traduzione in italiano
Ti riconosco dal taglio
Terribile della tua spada,
Ti riconosco dal tuo volto
Che con foga misura la terra.
Risollevata dalle ossa
Sacre dei Greci,
E valorosa come prima,
Ave, o ave, libertà.

## Collegamenti
- Testo completo in scrittura politonica
- Testo completo in scrittura monotonica con traduzione poetica italiana a fronte